# NGC 7704
NGC 7704 (другие обозначения — PGC 71810, UGC 12684, MCG 1-60-5, ZWG 407.14, NPM1G +04.0613) — галактика в созвездии Рыбы.
Этот объект входит в число перечисленных в оригинальной редакции «Нового общего каталога».
В галактике вспыхнула сверхновая SN 1977G, её пиковая видимая звездная величина составила 15,5.